# Skipbåtsvær
Skipbåtsvær est une localité du comté de Nordland, en Norvège.

## Géographie
Administrativement, Skipbåtsvær fait partie de la kommune de Herøy.